# Танстелл, Джон Генри
Джон Генри Танстелл (англ. John Henry Tunstall, 6 марта 1853, Лондон, Великобритания — 18 февраля 1878, округ Линкольн, Территория Нью-Мексико, США) — американский бизнесмен английского происхождения, крупный скотовод и владелец ранчо. Первая жертва Войны в округе Линкольн. 

## Ранние годы
Родился в 1853 году в Хакни, одном из 32 лондонских боро. Прожил часть своего детства в Белсайз-парке. Историк Роберт Атли упоминает о том, что Джон с раннего возраста был склонен к агностицизму и, став взрослым, «всё более презирал организованную религию и её этические ограничения».
Хотя Танстелл часто изображается в художественных произведениях как представитель английской знати, на самом деле его семья принадлежала к высшим слоям среднего класса. Отец Танстелла был довольно крупным коммерсантом, его деловые интересы простирались за границы Великобритании, в частности, он имел прочные торговые связи в Канаде. В августе 1872 года в возрасте 19 лет Джон эмигрировал в Британскую Колумбию (Канада), где три года работал клерком в магазине Turner, Beeton & Tunstall, долей в котором владел его отец. Работа на мелкой должности не устраивала амбициозного юношу, он начал мечтать о построении собственной скотоводческой империи на фронтире Дикого Запада.
Джон оставил работу в магазине в феврале 1876 года и переехал из Канады в Калифорнию. Одновременно с этим он начал убеждать отца в пользе инвестиций в скотоводство на Диком Западе. Однако его отец был «проницательным скептиком», и, хотя располагал значительным капиталом и возможностями для инвестирования, «не разделял взрывного энтузиазма своего сына по отношению к каждой представившейся возможности». Джон провёл в Калифорнии шесть месяцев, изучая и анализируя бизнес по разведению овец, прежде чем перебрался в Санта-Фе, столицу Территории Нью-Мексико.
15 августа 1876 года после недельного изнурительного путешествия из Сан-Франциско Танстелл прибыл в Санта-Фе. Там он познакомился с канадским адвокатом шотландского происхождения Александром Максуином. Максуин был партнёром Джона Чизума, крупного скотовладельца, чьи стада насчитывали более 100 000 голов крупного рогатого скота. Максуин рассказал Танстеллу о потенциально больших прибылях, которые можно было бы получить в округе Линкольн (Территория Нью-Мексико) ввиду сложившихся там обстоятельств. Максуин и Танстелл быстро подружились, и вскоре Танстелл также заручился финансовой поддержкой Чизума.

## Округ Линкольн
В ноябре 1876 года Танстелл прибыл в округ Линкольн. К тому времени эта территория политически и экономически контролировалась Лоренсом Густавом Мёрфи и Джеймсом Доланом, ирландскими предпринимателями, владевшими там единственными на тот момент магазином и банком и занимавшимися скупкой краденого скота и махинациями с земельными участками. Их бизнес процветал благодаря отсутствию конкуренции и поддержке клики коррумпированных чиновников Республиканской партии США, известной как Кольцо Санта-Фе. Танстелл, используя Закон о пустынных землях (Desert Land Act), планировал заявить права на как можно большее количество участков с источниками пресной воды, тем самым получив контроль над всеми пастбищами в округе, а также открыть универсальный магазин и банк, составив тем самым конкуренцию компании LG Murphy & Co, принадлежавшей Мёрфи и Долану. Известно, что в письме к своему отцу Танстелл заявил, что собирается получать «половину с каждого доллара, заработанного в округе». Максуин помог ему приобрести скотоводческое ранчо, расположенное на Рио-Феликс, примерно в 50 километрах к югу от города Линкольн. 
После того как Танстелл открыл магазин в Линкольне, расположив его прямо напротив магазина Джеймса Долана, тот вызвал его на дуэль, однако Танстелл отказался от поединка. Тогда Мёрфи и Долан попытались выдавить его из бизнеса с помощью угроз и насилия. Танстелл, опасаясь нападения конкурентов, нанял для охраны своего скота людей, в число которых входил и Уильям Генри Маккарти, более известный как Билли Кид. LG Murphy & Co. наняла в качестве боевиков банду Джесси Эванса и отряд ранчеров, известный как «Воины семи рек», приказав им нападать на стада и пастбища Танстелла. Кроме того, Джеймс Долан смог подкупить представителей закона, в частности, шерифа Уильяма Брейди. Фракции были разделены по этническому и религиозному признаку: люди Мёрфи были в основном католиками-ирландцами, а Танстелл и его союзники — английскими протестантами.

## Смерть
Главным поводом, приведшим к убийству Джона Танстелла, были разногласия по поводу выплаты страхового полиса Эмиля Фрица. Эмиль Фриц был партнером компании LG Murphy & Co. Когда он умер в 1874 году, распорядители имущества наняли Александра Максуина для получения его страховой выплаты (около 8 000 долларов США). Однако Максуин после получения денег по полису, отказался передать их душеприказчику, потому что LG Murphy & Co. заявила, что деньги причитаются ей в качестве долга, а Максуин подозревал, что душеприказчик передаст деньги компании. Максуин также знал, насколько сильно Мёрфи и Долан нуждались в наличных деньгах, и, как конкурент, вероятно, не хотел, чтобы деньги доставались им, независимо от того, было ли их требование законным или нет. В феврале 1878 года в ходе судебного дела, которое в конечном итоге было прекращено, LG Murphy & Co. получила постановление суда об обеспечительном аресте всех активов Максуина, но якобы по ошибке внесла туда же все активы Танстелла (общая оценка составляла около 40 000 долларов США). Шериф Брейди сформировал большой отряд (около 45 человек), состоявший в основном из людей Джесси Эванса и «Воинов семи рек», чтобы захватить активы Танстелла на его ранчо. 
Рано утром 18 февраля Танстелл выехал с территории ранчо с основными из своих ковбоев, для того чтобы перегнать девять лошадей в Линкольн. Первоначально с ним отправились шесть человек, но погонщики разделились ввиду дорожных обстоятельств, и Танстелл остался лишь с четырьмя охранниками. Одним из охранников был Роберт А. Виденманн, заместитель маршала США на Территории Нью-Мексико, друг и доверенное лицо Джона Танстелла; трое других: Билли Кид, Дик Брюэр и Джон Миддлтон. Одновременно с этим отряд, посланный Брейди, вторгся на территорию Танстелла. Однако, не найдя Танстелла на ранчо, группа людей Эванса (18 человек, включая самого Джесси), возглавляемая Биллом Мортоном, отправилась по следу и настигла Танстелла, Виденманна, Брюэра, Кида и Миддлтона около 17:30. Виденманн утверждал, что к тому моменту он и другие охранники, находясь в сильном отдалении от Танстелла, были обстреляны людьми Эванса, поэтому не смогли предотвратить убийство. В ходе завязавшейся перестрелки член банды Эванса Билл Мортон выстрелил Танстеллу в грудь, сбив его на землю. Том Хилл, другой член банды, прикончил Танстелла выстрелом в затылок из его же собственного револьвера.

## Последствия убийства Танстелла
Брейди и Долан полагали, что физическое устранение конкурента сразу решит проблему противостояния, однако это преступление развязало серию вооружённых столкновений между двумя фракциями, которая вошла в историю как Война в округе Линкольн (18 февраля 1878 — 18 февраля 1879) и стала самым кровавым гражданским конфликтом на Диком Западе. Ковбои Танстелла, уже не надеясь на помощь шерифа, объединились в окружной отряд «Регуляторы» (англ. Regulators), для того чтобы отомстить убийцам. Хотя юридически отряд был создан как помощники мирового судьи Уилсона, фракция Мёрфи и Долана отказалась признавать их полномочия правоохранителей, и вскоре весь округ погрузился в состояние анархии. Многие жители округа были вовлечены в войну, поддерживая ту или иную из враждующих сторон, и история схваток «Регуляторов» с боевиками LG Murphy & Co. была лишь её частью. Кульминацией конфликта стала Битва за Линкольн (15—19 июля 1878 года). Одним из следствий этой войны также явилось создание банды Билли Кида. И хотя официально боевые действия между враждующими группами были прекращены в начале 1879-го, их отголоски звучали в округе ещё до 1881 года.

## Наследие
Сохранилось большое количество писем, которые Джон Танстелл написал своему отцу в период жизни в округе Линкольн. Фредерик Нолан собрал их и опубликовал в книге под названием «Жизнь и смерть Джона Генри Танстелла», одном из основных источников историографии Войны в округе Линкольн. Письма Танстелла ярко демонстрируют его амбиции, предубеждения, юношеское высокомерие и воодушевление от первых успехов. Они также дают представление об экономических, культурных, социальных и политических реалиях того времени и места. 
Револьвер Джона Танстелла хранится в Королевском оружейном музее в Лидсе, Великобритания.

## Образ в искусстве
Хотя Танстелл был убит, когда ему было всего 24 года, в американском кинематографе его роль, как правило, исполняют актёры, гораздо более старшего возраста: 
- «Пистолет в левой руке» (1958) — Колин Кит-Джонстон[англ.] (62 года на момент выхода фильма)[22].
- The Reversed Blade (1961) — Мюррей Мэтисон[англ.] (в роли Джона Танделла, 49 лет на момент выхода фильма)[23].
- «Чизум[англ.]» (1970) — Патрик Ноулз (58 лет на момент выхода фильма)[24].
- «Молодые стрелки» (1988) — Теренс Стэмп (50 лет на момент выхода фильма)[25].
- «Билли Кид» (телевизионный фильм, 1989) — Эндрю Бикнелл (32 года на момент выхода фильма)[26].
- «Билли Кид» (сериал, 2022 — …) — Лайнус Роуч (58 лет на момент выхода фильма)[27].